# Ернст Роде
Ернст Роде (нім. Ernst Rode; 9 серпня 1894, Вюстевальтерсдорф — 12 вересня 1955, Геттінген) — німецький офіцер, бригадефюрер СС, генерал-майор військ СС і поліції. Кавалер Німецького хреста в сріблі.

## Біографія
Учасник Першої світової війни. 21 грудня 1918 року звільнений з армії. З 21 січня про 25 липня 1919 році служив у фрайкору (лейбкірасирний полк «Великий курфюрст»). В червня 1920 року поступив на службу в шуцполіцію. 1 травня 1933 року вступив у НСДАП (квиток №1 937 929).
У вересні 1939 року призначений начальником поліцейського відділу 4-го армійського командування. В грудні 1939 року призначений командиром батальйона поліції безпеки в Бромберзі. З 21 квітня 1940 року — перший офіцер генштабу командувача поліцією порядку в Норвегії. В кінці серпня 1940 року призначений заступником командира поліцейського полку «Моравія» (Брно). З 6 лютого по 22 травня 1941 року — командир 315-го поліцейського батальйону, в квітні-травні батальйон перебував у Югославії. З 16 травня 1941 року — четвертий офіцер і заступник першого офіцера командного штабу рейхсфюрера СС. 1 липня 1941 року вступив у СС (№401 399). З 9 серпня 1941 року — член командного штабу рейхсфюрера СС, з 9 листопада 1942 року — начальник штабу. В серпні 1943 року тимчасово командував латвійською добровольчою бригадою СС, у вересні призначений офіцером зв'язку з командуванням вермахту в штабі начальника антипартизанських з'єднань Еріха фон дем Баха, якому безпосередньо підпорядкувався. Влітку 1944 року призначений начальником штабу Баха, при цьому зберігаючи посаду начальника командного штабу рейхсфюрера СС.
В травні 1945 року заарештований американцськими військами, був неодноразово допитаний. Передані роде документи використовувались американським прокурором під час Нюрнберзького процесу. Також його допитував польський прокурор Єжі Савіцький з приводу придушення Варшавського повстання.

## Звання
- Доброволець (10 серпня 1914)
- Єфрейтор (1 березня 1915)
- Кандидат в офіцери резерву (21 грудня 1918)
- Вахмістр шуцполіції (червень 1920)
- Лейтенант шуцполіції (1 грудня 1924)
- Обер-лейтенант шуцполіції (4 квітня 1924)
- Гауптман шуцполіції (9 листопада 1934)
- Майор шуцполіції
- Штурмбаннфюрер СС (1 липня 1941)
- Оберштурмбаннфюрер СС і оберст-лейтенант шуцполіції (30 січня 1942)
- Штандартенфюрер СС і оберст шуцполіції (9 листопада 1942)
- Оберфюрер СС (листопад 1943)
- Бригадефюрер СС, генерал-майор військ СС і поліції (21 червня 1941)

## Нагороди[2]

### Перша світова війна
- Залізний хрест 2-го класу (26 червня 1917)
- Нагрудний знак «За поранення» в чорному (25 червня 1917)

### Міжвоєнний період
- Залізний хрест 1-го класу (6 травня 1919)
- Почесний хрест ветерана війни з мечами (8 грудня 1934)
- Німецький Олімпійський знак 2-го класу (15 квітня 1937)
- Медаль «За вислугу років у поліції» 3-го і 2-го (23 липня 1938) ступеня (18 років)

### Друга світова війна
- Медаль «За вислугу років у поліції» 1-го ступеня (25 років) (25 липня 1940)
- Хрест Воєнних заслуг
  - 2-го класу з мечами (20 квітня 1941)
  - 1-го класу з мечами (30 січня 1942)
- Застібка до Залізного хреста
  - 2-го класу (24 серпня 1943)
  - 1-го класу (25 вересня 1943)
- Німецький хрест в сріблі (20 лютого 1945)